# Cygnus buccinator
Il cigno trombettiere (Cygnus buccinator, Richardson 1832) è un uccello acquatico, della famiglia Anatidae.

## Distribuzione e habitat
Vive in una ristretta zona del Nord America orientale, tra il Canada e gli Stati Uniti.

## Descrizione
Simile agli altri cigni come conformazione fisica. Deve il suo nome al curioso verso simile al suono di una trombetta emesso quando è eccitato.

## Comportamento
Vive in gruppi di circa 5 coppie.

## Riproduzione
Simile a quella degli altri cigni.

## Alimentazione
Si vedano le informazioni al riguardo per il genere Cygnus e per le varie altre specie di Cigno che ne sono parte.

## Stato di conservazione
Risente della distruzione del suo ambiente naturale.

## Rapporti con l'uomo
Può essere riprodotto ed allevato con successo dall'uomo, oggetto di progetti di tutela e protezione, sia dell'animale che dell'habitat.

## Curiosità
Un giovane esemplare di cigno trombettiere è il protagonista del celebre libro della narrativa per ragazzi statunitense The Trumpet of the Swan (1970, Elwyn Brooks White); da questo racconto, nel 2000 è stato tratto spunto per il film di animazione La voce del cigno, la cui trasposizione è stata tuttavia poco aderente: forse in favore dell'aspetto più diffuso dei cigni nell'immaginario collettivo, il protagonista appare infatti disegnato come più simile ad un cigno reale che al vero soggetto del racconto.